# Marc Stachel
Marc Stachel (Stoccarda, 16 luglio 1972) è un doppiatore tedesco noto per aver doppiato Brock nella serie animata Pokémon e Sonic the Hedgehog a partite da Sonic X.

## Doppiaggio

### Film
- Devin Ratray in Mamma, ho perso l'aereo
- Ethan Embry in  L'Albatross - Oltre la tempesta
- Rob Brown in Scoprendo Forrester
- Greg Bryk in Dolan's Cadillac
- Ugly Sonic in  Cip & Ciop agenti speciali

### Film d'animazione
- Kadaj in Final Fantasy VII: Advent Children
- Brock in Pokémon: L'ascesa di Darkrai, Pokémon: Arceus e il Gioiello della Vita

### Serie televisive
- Ryan Kwanten in Summerland

### Serie televisive d'animazione
- Brock in Pokémon
- Ail e Pegasus in Sailor Moon
- Eddy, Gordon, Miguel e Akira in Beyblade
- Sonic the Hedgehog in Sonic X, Sonic Boom
- Yasop in One Piece

### Videogiochi
- Brock in Pokémon Puzzle League
- Sonic the Hedgehog in Sonic Generations, Sonic Lost World, Mario & Sonic ai Giochi olimpici invernali di Sochi 2014, Super Smash Bros. for Nintendo 3DS e Wii U, Sonic Boom: L'ascesa di Lyric, Sonic Boom: Frammenti di cristallo, LEGO Dimensions,  Sonic Boom: Fuoco e ghiaccio, Mario & Sonic ai Giochi olimpici di Rio 2016, Sonic Forces, Super Smash Bros. Ultimate, Team Sonic Racing, Mario & Sonic ai Giochi olimpici di Tokyo 2020, Sonic Frontiers, Shadow Generations